# Campionati cechi di sci alpino 2013
I Campionati cechi di sci alpino 2013 si sono svolti a Špindlerův Mlýn dal 21 al 24 marzo. Il programma ha incluso gare di supergigante, slalom gigante, slalom speciale e supercombinata, tutte sia maschili sia femminili.
Trattandosi di competizioni valide anche ai fini del punteggio FIS, hanno potuto partecipare anche sciatori di altre federazioni, senza che questo consentisse loro di concorrere al titolo nazionale ceco.

## Risultati

### Uomini

#### Supergigante
| Pos. | Atleta                         | Nazione       | Tempo   |
| ---- | ------------------------------ | ------------- | ------- |
| 1    | Ondřej Berndt                  | Rep. Ceca     | 1:17,67 |
| 2    | Aleksej Andreevskij            | Russia        | 1:18,77 |
| 3    | Marco Pfiffner                 | Liechtenstein | 1:18,84 |
| 4    | Michael Waligora               | Rep. Ceca     | 1:18,86 |
| 5    | Jury Danilačkin                | Bielorussia   | 1:19,11 |
| 6    | Cristian Javier Simari Birkner | Argentina     | 1:19,20 |
| 7    | Michał Kałwa                   | Polonia       | 1:19,43 |
| 8    | Matej Falat                    | Slovacchia    | 1:19,55 |
| 9    | Alexandru Barbu                | Romania       | 1:19,84 |
| 10   | Michał Kłusak                  | Polonia       | 1:19,89 |
| 11   | Lukáš Pavlíček                 | Rep. Ceca     | 1:20,21 |

Data: 21 marzo

Località: Špindlerův Mlýn

Ore: 

Pista: 

Partenza: 1 190 m s.l.m.

Arrivo: 746 m s.l.m.

Dislivello: 444 m

Tracciatore: Zdeněk Chrástecký

#### Slalom gigante
| Pos. | Atleta                         | Nazione       | Tempo   |
| ---- | ------------------------------ | ------------- | ------- |
| 1    | Kryštof Krýzl                  | Rep. Ceca     | 2:13,32 |
| 2    | Adam Žampa                     | Slovacchia    | 2:14,00 |
| 3    | Cristian Javier Simari Birkner | Argentina     | 2:14,70 |
| 4    | Tristan Takats                 | Austria       | 2:14,76 |
| 5    | Ondřej Berndt                  | Rep. Ceca     | 2:15,06 |
| 6    | Christoph Hofstädter           | Austria       | 2:16,28 |
| 7    | Simon Heeb                     | Liechtenstein | 2:16,35 |
| 8    | Andreas Žampa                  | Slovacchia    | 2:17,08 |
| 9    | Adam Kotzmann                  | Rep. Ceca     | 2:17,32 |
| 10   | Mathias Hofstädter             | Austria       | 2:17,36 |

Data: 23 marzo

Località: Špindlerův Mlýn

1ª manche:

Ore: 

Pista: 

Partenza: 1 200 m s.l.m.

Arrivo: 817 m s.l.m.

Dislivello: 383 m

Tracciatore: Petr Lajkeb

2ª manche:

Ore: 

Pista: 

Partenza: 1 200 m s.l.m.

Arrivo: 817 m s.l.m.

Dislivello: 383 m

Tracciatore: Jan Fiedler

#### Slalom speciale
| Pos. | Atleta                         | Nazione       | Tempo   |
| ---- | ------------------------------ | ------------- | ------- |
| 1    | Kryštof Krýzl                  | Rep. Ceca     | 1:51,12 |
| 2    | Filip Trejbal                  | Rep. Ceca     | 1:52,49 |
| 3    | Cristian Javier Simari Birkner | Argentina     | 1:52,81 |
| 4    | Hannes Lengauer-Stockner       | Austria       | 1:55,00 |
| 5    | Johannes Damian                | Italia        | 1:55,01 |
| 6    | Aleksej Andreeveskij           | Russia        | 1:56,12 |
| 7    | Andreas Knauß                  | Austria       | 1:56,30 |
| 8    | Andreas Žampa                  | Slovacchia    | 1:56,36 |
| 9    | Marco Pfiffner                 | Liechtenstein | 1:56,97 |
| 10   | Tristan Takats                 | Austria       | 1:57,38 |
|      |                                |               |         |
| 12   | Ludvík Vacek                   | Rep. Ceca     | 1:57,56 |

Data: 24 marzo

Località: Špindlerův Mlýn

1ª manche:

Ore: 

Pista: 

Partenza: 992 m s.l.m.

Arrivo: 807 m s.l.m.

Dislivello: 185 m

Tracciatore: Petr Lajkeb

2ª manche:

Ore: 

Pista: 

Partenza: 992 m s.l.m.

Arrivo: 807 m s.l.m.

Dislivello: 185 m

Tracciatore: Miloš Machytka

#### Supercombinata
| Pos. | Atleta                         | Nazione       | Tempo   |
| ---- | ------------------------------ | ------------- | ------- |
| 1    | Ondřej Berndt                  | Rep. Ceca     | 2:04,50 |
| 2    | Marco Pfiffner                 | Liechtenstein | 2:04,62 |
| 3    | Michał Kałwa                   | Polonia       | 2:05,25 |
| 4    | Cristian Javier Simari Birkner | Argentina     | 2:05,60 |
| 5    | Aleksej Andreevskij            | Russia        | 2:06,33 |
| 6    | Jury Danilačkin                | Bielorussia   | 2:06,84 |
| 7    | Martin Vráblík                 | Rep. Ceca     | 2:07,03 |
| 8    | Michael Waligora               | Rep. Ceca     | 2:07,63 |
| 9    | Michał Kłusak                  | Polonia       | 2:07,72 |
| 10   | Daniel Paulus                  | Rep. Ceca     | 2:07,97 |

Data: 21 marzo

Località: Špindlerův Mlýn

1ª manche:

Ore: 

Pista: 

Partenza: 

Arrivo: 

Dislivello: 

Tracciatore: Zdeněk Chrástecký

2ª manche:

Ore: 

Pista: 

Partenza: 920 m s.l.m.

Arrivo: 747 m s.l.m.

Dislivello: 173 m

Tracciatore: Miroslav Jokeš

### Donne

#### Supergigante
| Pos. | Atleta                | Nazione   | Tempo   |
| ---- | --------------------- | --------- | ------- |
| 1    | Klára Křížová         | Rep. Ceca | 1:17,96 |
| 2    | Kateřina Pauláthová   | Rep. Ceca | 1:18,75 |
| 3    | Pavla Klicnarová      | Rep. Ceca | 1:20,24 |
| 4    | Barbora Hegmonová     | Rep. Ceca | 1:20,46 |
| 5    | Valentina Volopichová | Rep. Ceca | 1:20,71 |
| 6    | Dominika Drozdíková   | Rep. Ceca | 1:20,77 |
| 7    | Ivana Novakovská      | Rep. Ceca | 1:21,05 |
| 8    | Šárka Záhrobská       | Rep. Ceca | 1:21,19 |
| 9    | Daniela Marková       | Rep. Ceca | 1:21,55 |
| 10   | Bára Straková         | Rep. Ceca | 1:21,73 |

Data: 21 marzo

Località: Špindlerův Mlýn

Ore: 

Pista: 

Partenza: 1 190 m s.l.m.

Arrivo: 746 m s.l.m.

Dislivello: 444 m

Tracciatore: Zdeněk Chrástecký

#### Slalom gigante
| Pos. | Atleta              | Nazione    | Tempo   |
| ---- | ------------------- | ---------- | ------- |
| 1    | Kateřina Pauláthová | Rep. Ceca  | 2:02,71 |
| 2    | Salomé Báncora      | Argentina  | 2:05,31 |
| 3    | Kristína Saalová    | Slovacchia | 2:07,08 |
| 4    | Daniela Marková     | Rep. Ceca  | 2:07,10 |
| 5    | Gabriela Capová     | Rep. Ceca  | 2:07,13 |
| 6    | Klára Křížová       | Rep. Ceca  | 2:07,37 |
| 7    | Pavla Klicnarová    | Rep. Ceca  | 2:07,70 |
| 8    | Julietta Quiroga    | Argentina  | 2:07,85 |
| 8    | Bára Straková       | Rep. Ceca  | 2:07,85 |
| 10   | Tereza Kmochová     | Rep. Ceca  | 2:07,94 |

Data: 22 marzo

Località: Špindlerův Mlýn

1ª manche:

Ore: 

Pista: 

Partenza: 1 100 m s.l.m.

Arrivo: 746 m s.l.m.

Dislivello: 354 m

Tracciatore: Radovan Pauláth

2ª manche:

Ore: 

Pista: 

Partenza: 1 100 m s.l.m.

Arrivo: 746 m s.l.m.

Dislivello: 354 m

Tracciatore: Jano Dubovský

#### Slalom speciale
| Pos. | Atleta              | Nazione    | Tempo   |
| ---- | ------------------- | ---------- | ------- |
| 1    | Kateřina Pauláthová | Rep. Ceca  | 1:48,22 |
| 2    | Martina Dubovská    | Rep. Ceca  | 1:49,71 |
| 2    | Michaela Smutná     | Rep. Ceca  | 1:49,71 |
| 4    | Barbora Lukáčová    | Slovacchia | 1:48,93 |
| 5    | Eva Kurfürstová     | Rep. Ceca  | 1:50,54 |
| 6    | Bohdana Mac'oc'ka   | Ucraina    | 1:52,22 |
| 7    | Zuzana Matoušová    | Rep. Ceca  | 1:53,10 |
| 8    | Klára Křížová       | Rep. Ceca  | 1:53,93 |
| 9    | Dominika Drozdíková | Rep. Ceca  | 1:53,96 |
| 10   | Pavla Klicnarová    | Rep. Ceca  | 1:54,79 |

Data: 24 marzo

Località: Špindlerův Mlýn

1ª manche:

Ore: 

Pista: 

Partenza: 992 m s.l.m.

Arrivo: 807 m s.l.m.

Dislivello: 185 m

Tracciatore: Jano Dubovský

2ª manche:

Ore: 

Pista: 

Partenza: 992 m s.l.m.

Arrivo: 807 m s.l.m.

Dislivello: 185 m

Tracciatore: Radovan Pauláth

#### Supercombinata
| Pos. | Atleta                | Nazione   | Tempo   |
| ---- | --------------------- | --------- | ------- |
| 1    | Kateřina Pauláthová   | Rep. Ceca | 2:08,69 |
| 2    | Klára Křížová         | Rep. Ceca | 2:09,19 |
| 3    | Martina Dubovská      | Rep. Ceca | 2:11,18 |
| 4    | Valentina Volopichová | Rep. Ceca | 2:11,66 |
| 5    | Tereza Kmochová       | Rep. Ceca | 2:12,96 |
| 6    | Dominika Drozdíková   | Rep. Ceca | 2:13,02 |
| 7    | Zuzana Matoušová      | Rep. Ceca | 2:13,70 |
| 8    | Pavla Klicnarová      | Rep. Ceca | 2:14,02 |
| 9    | Barbora Hegmonová     | Rep. Ceca | 2:14,05 |
| 10   | Veronika Čamková      | Rep. Ceca | 2:14,45 |

Data: 21 marzo

Località: Špindlerův Mlýn

1ª manche:

Ore: 

Pista: 

Partenza: 

Arrivo: 

Dislivello: 

Tracciatore: Zdeněk Chrástecký

2ª manche:

Ore: 

Pista: 

Partenza: 920 m s.l.m.

Arrivo: 747 m s.l.m.

Dislivello: 173 m

Tracciatore: Miroslav Jokeš